# Джоузеф Хендерсън
Джоузеф Л. Хендерсън (на английски: Joseph L. Henderson) е американски юнгиански аналитик.

## Биография
Роден е на 31 август 1903 година в град Елко, щат Невада в САЩ. Чичо му Чарлс Хендерсън е подсекретар на флота през Първата световна война, а по-късно и американски сенатор от родния му щат. Джоузеф Хендерсън учи в училището Лоурънсвил, където възпитател му е Торнтън Уайлдър. През 1927 година завършва Принстън с бакалавърска степен по френска литература. След това заминава за Сан Франциско и започва работа като критик на драми и прави рецензии на книги за две малки списания.
През 1929 година заминава за Цюрих, където в продължение на една година се анализира при Карл Густав Юнг. По това време участва в неговите „Семинари върху сънищата“, които са публикувани през 1984 година. През 1938 година завършва медицинското училище Св. Бартоломей в Лондон. Докато учи в почивките продължава анализа си с Юнг. След като завършва се завръща в Ню Йорк, където си отваря практика като юнгиански аналитик. През 1940 година се мести в Сан Франциско заедно с жена си Хелена Даруин Корнфорд и дъщеря си Елизабет. Там е един основателите на първата професионална юнгианска група в тази част на САЩ. След избухването на Втората световна война работи в болницата Маунт Зайън заедно с Джо Уиълрайт. Двамата правят оценки на завръщащите се войници от южния тих океан. До 1959 година преподава в Презвитерианския медицински център, когато центъра се мести в кампуса на Станфорд. Два пъти е президент на Института „Карл Густав Юнг“ в Сан Франциско. Помага за събирането на множество изображения с психологически коментари към тях, които става Архив за изследване на Архетипния символизъм (АИАС). Когато организацията се превръща в национална той влиза в нейния борд на директорите, а по-късно е доживотен почетен член.
След Втората световна война продължава да се вижда с Юнг. През 1962 година е избран за вицепрезидент на Международната асоциация за аналитична психология.